# Liste des lignes de chemin de fer de Slovaquie
Liste des lignes de chemin de fer de Slovaquie

## Lignes exploitées par les chemins de fer slovaques (ŽSR)
- Ligne 100 Bratislava - Devínska Nová Ves - Marchegg (ÖBB)
- Ligne 101 Bratislava - Petržalka - Kittsee - Vienne (ÖBB)
- Ligne 110 Bratislava - Kúty - Břeclav (ČD)
- Ligne 112 Zohor - Plavecký Mikuláš
- Ligne 113 Zohor - Záhorská Ves
- Ligne 114 Kúty - Skalica na Slovensku - Sudoměřice nad Moravou (ČD)
- Ligne 115 Holíč nad Moravou - Hodonín (ČD)
- Ligne 116 Kúty - Trnava
- Ligne 117 Jablonica - Brezová pod Bradlom
- Ligne 120 Bratislava - Žilina
- Ligne 121 Nové Mesto nad Váhom - Vrbovce
- Ligne 122 Trenčianska Teplá - Trenčianske Teplice
- Ligne 123 Trenčianska Teplá - Horné Srnie - Vlárský průsmyk (ČD)
- Ligne 124 Trenčianska Teplá - Lednické Rovne
- Ligne 125 Púchov - Strelenka - Horní Lideč(ČD)
- Ligne 126 Žilina - Rajec
- Ligne 127 Žilina - Čadca - Svrčinovec zastávka - Mosty u Jablunkova (ČD)
- Ligne 128 Čadca - Makov
- Ligne 129 Čadca - Skalité Serafínov - Zwardoň (PKP)
- Ligne 130 Bratislava - Štúrovo ; Palárikovo - Šurany
- Ligne 131 Bratislava - Komárno
- Ligne 132 Bratislava - Rusovce - Rajka (MÁV)
- Ligne 133 Leopoldov - Galanta; Trnava - Sereď
- Ligne 134 Šaľa - Neded
- Ligne 135 Nové Zámky - Komárno - Komárom (MÁV)
- Ligne 136 Komárno - Kolárovo
- Ligne 140 Nové Zámky - Prievidza
- Ligne 141 Leopoldov - Kozárovce
- Ligne 142 Zbehy - Radošina
- Ligne 143 Trenčín - Chynorany
- Ligne 144 Prievidza - Nitrianske Pravno
- Ligne 145 Horná Štubňa - Prievidza
- Ligne 150 Nové Zámky - Zvolen os. st.
- Ligne 151 Nové Zámky - Zlaté Moravce
- Ligne 152 Štúrovo - Levice
- Ligne 153 Zvolen - Čata
- Ligne 154 Hronská Dúbrava - Banská Štiavnica
- Ligne 160 Zvolen os. st.  - Košice
- Ligne 161 Lučenec - Kalonda - Veľký Krtíš
- Ligne 162 Lučenec - Utekáč
- Ligne 163 Katarínska Huta - Breznička
- Ligne 164 Fiľakovo - Somoskőújfalu (MÁV)
- Ligne 165 Plešivec - Muráň
- Ligne 166 Plešivec - Slavošovce
- Ligne 167 Dobšiná - Rožňava
- Ligne 168 Moldava nad Bodvou - Medzev
- Ligne 169 Košice  - Hidasnémeti (MÁV)
- Ligne 170 Vrútky - Zvolen
- Ligne 171 Zvolen - Diviaky
- Ligne 172 Banská Bystrica - Červená Skala
- Ligne 173 Červená Skala - Margecany
- Ligne 174 Brezno - Jesenské
- Ligne 180 Žilina - Košice
- Ligne 181 Kraľovany - Trstená
- Ligne 185 Poprad-Tatry - Plaveč; Studený Potok - Tatranská Lomnica
- Ligne 186 Spišská Nová Ves - Levoča
- Ligne 187 Spišské Vlachy - Spišské Podhradie
- Ligne 188 Košice - Plaveč - Čirč - Muszyna (PKP)
- Ligne 190 Košice - Čierna nad Tisou, Kalša - Trebišov, Sátoraljaújhely (MÁV) - Slovenské Nové Mesto
- Ligne 191 Michaľany - Medzilaborce - Łupków (PKP)
- Ligne 192 Trebišov - Vranov nad Topľou
- Ligne 193 Prešov - Humenné
- Ligne 194 Prešov - Bardejov
- Ligne 195 Bánovce nad Ondavou - Veľké Kapušany
- Ligne 196 Humenné - Stakčín

## Téléphériques précédemment exploités par les Chemins de fer slovaques (ŽSR)
- Ligne 200 Skalnaté pleso - Lomnický štít
- Ligne 201 Skalnaté pleso - Lomnické sedlo
- Ligne 202 Tatranská Lomnica lanovka - Skalnaté pleso
- Ligne 203 Starý Smokovec lanovka - Hrebienok

## Ligne à crémaillère
- Ligne 182 Štrba - Štrbské Pleso

## Ligne à écartement métrique (TEŽ)
- Ligne 183 Poprad-Tatry - Starý Smokovec - Štrbské Pleso
- Ligne 184 Starý Smokovec - Tatranská Lomnica

## Ligne à écartement large
- Ligne 500 Maťovce - ŠRT - Haniska pri Košiciach

## Chemin de fer touristique
- Ligne Čermeľ – Pionier Čermeľ – Pionier
- Ligne Vychylovka Vychylovka - Vychylovka

## Lignes en projet
- Ligne Bratislava TEN - T koridor – Bratislava Bratislava TEN - T koridor – Bratislava

## Lignes ordinaires abandonnées
- Ligne 175 Rimavská Sobota - Poltár
- Ligne Počkaj - Baňa Lucia
- Ligne Kvetoslavov - Šamorín

## Lignes de forêt abandonnée (écartement étroit)
- Ligne Považská lesná
- Ligne Prešov - Zlatá Baňa

## Lignes jamais terminées
- Ligne Plavecký Svätý Mikuláš - Jablonica
- Ligne Tisovec - Revúca
- Ligne Lubeník - Slavošovce

## Ligne exploitée par Čiernohronská železnica
- Chemin de fer du Čierny Hron Chvatimech - Čierny Balog - Vydrovo